# 湯加足球協會
湯加足球協會是專門管轄湯加足球事務的組織。湯加足球協會成立於1965年，並在1994年加入國際足協。此外，它還是大洋洲足協的成員之一。

## 外部連結
- 官方網頁 （页面存档备份，存于）
- 國際足協網頁（页面存档备份，存于）
- 大洋洲足協網頁